# Чемпионат мира по лёгкой атлетике 2019 — спортивная ходьба на 50 километров (мужчины)
Соревнования по ходьбе на 50 километров у мужчин на чемпионате мира по лёгкой атлетике 2019 года прошли 28 сентября в Дохе (Катар). Двухкилометровая трасса была проложена по набережной Корниш.
С целью минимизации рисков здоровью спортсменов, связанных с высокой температурой и влажностью воздуха, организаторы приняли решение сделать старт марафонов и спортивной ходьбы в полночь.
Действующим чемпионом мира в ходьбе на 50 километров являлся Йоанн Дини из Франции.

## Медалисты
| Золото               | Серебро                | Бронза            |
| Юсукэ Судзуки Япония | Жуан Виейра Португалия | Эван Данфи Канада |

## Рекорды
До начала соревнований действующими были следующие рекорды.
| Мировой рекорд                 | Йоанн Дини Франция | 3:32.33 | Цюрих, Швейцария       | 15 августа 2014 |
| Рекорд чемпионатов мира        | Йоанн Дини Франция | 3:33.12 | Лондон, Великобритания | 13 августа 2017 |
| Лучший результат сезона в мире | Йоанн Дини Франция | 3:37.43 | Алитус, Литва          | 19 мая 2019     |

## Отбор на чемпионат мира
Отборочный норматив — 3:59.00. Для участия в чемпионате мира спортсмены должны были выполнить его в период с 7 марта 2018 года по 6 сентября 2019 года. Плановое количество участников, установленное ИААФ в этом виде — 50.
Специальное приглашение (wild card) вне национальной квоты получил:
- Йоанн Дини — как действующий чемпион мира

## Расписание
| Дата             | Время | Раунд соревнований |
| ---------------- | ----- | ------------------ |
| 28 сентября 2019 | 23:30 | Финал              |

Время местное (UTC+3:00)

## Результаты
Обозначения: WR — Мировой рекорд | AR — Рекорд континента | CR — Рекорд чемпионатов мира | NR — Национальный рекорд | WL — Лучший результат сезона в мире | PB — Личный рекорд | SB — Лучший результат в сезоне | DNS — Не стартовал | DNF — Не финишировал | DQ — Дисквалифицирован

Старт заходу на 50 километров был дан 28 сентября в 23:30 по местному времени. На дистанцию отправились 46 ходоков из 26 стран. Одновременно с мужчинами стартовали женщины, оспаривавшие медали на аналогичной дистанции.
Несмотря на позднее начало соревнований, температура воздуха в момент старта оставалась высокой — 31 градус при влажности воздуха 74 процента. К моменту финиша эти показатели изменились несильно: 30 градусов тепла, влажность воздуха — 70 процентов. Как и днём ранее во время женского марафона, жара оказала серьёзное влияние на итоги соревнований. С дистанции сошли 14 участников (30 процентов), а результат победителя (4:04.20) с большим запасом оказался худшим в истории чемпионатов мира.
С первого километра в единоличный отрыв пошёл Юсукэ Судзуки. С учётом тяжёлых погодных условий подобная тактика могла стать фатальной, однако в итоге все четыре часа соревнований прошли под контролем японского спортсмена. Действующий чемпион и рекордсмен мира Йоанн Дини первым предпринял попытку догнать лидера. К 10-му километру он сократил отставание до двух секунд, но этот рывок оказался неподготовленным. Дини довольно быстро отстал и уже после 16-го км сошёл с дистанции. Судзуки продолжил в одиночку увеличивать преимущество, в то время как его преследователи постоянно менялись. Поначалу на второй позиции закрепились словак Матей Тот и мексиканец Исаак Пальма — оба не выдержали темпа и отказались от борьбы в районе середины дистанции. Им на смену пришли китаец Ван Цинь и норвежец Ховар Хёукенес. И если первый также резко замедлился после 27-го км и вскоре сошёл, то второго подвела техника ходьбы: за три предупреждения скандинав получил штраф в виде 5-минутной остановки, а когда возобновил движение, то уже был далёк от борьбы за призовые места.
Тем временем преимущество Судзуки на отметке 25 км достигло 3 минут 16 секунд, а на 35 км увеличилось до 3 минут 34 секунд. В этот момент погоню возглавили китайцы Ню Вэньбинь и Ло Ядун, а позади начали прорыв те, кто сохранил больше сил на финишный отрезок — Жуан Виейра из Португалии и Эван Данфи из Канады. Первым из борьбы выбыл Ло, имевший 2 предупреждения за технику ходьбы; после 44-го км он отпустил Данфи и переместился на пятое место. За 5 километров до финиша Ню находился на втором месте, опережал Виейру на минуту, Данфи — на две минуты, но сильно проигрывал обоим преследователям в темпе. Дополнительную интригу создавало состояние лидера. На 42-м километре утомление настигло и Судзуки — он почти остановился в районе пункта питания, спустя круг ситуация повторилась, а спустя ещё круг он замедлился в третий раз. В результате его преимущество сократилось с четырёх минут до двух. На 49-м километре на второе место вышел Виейра, отставая от Судзуки менее чем на минуту. На последнем 50-м километре Данфи также обогнал Ню и переместился на третье место, всерьёз угрожая позиции Виейры. Однако до финиша позиции в призовой тройке не изменились. Отрыв лидера составил 39 секунд, второго места от третьего — 3 секунды.
Юсукэ Судзуки стал первым японцем, выигравшим золотую медаль чемпионата мира в спортивной ходьбе. В 2015 году он установил рекорд мира на дистанции 20 км (1:16.36), однако крупных трофеев завоевать на ней не смог. После двухлетнего перерыва (2016—2017), связанного с травмами, он решил попробовать свои силы в ходьбе на 50 км. Заход в Дохе стал для него лишь вторым в карьере (в первом он выиграл чемпионат Японии с результатом 3:39.07). Серьёзную помощь по дистанции будущему чемпиону оказывал тренерский штаб японской сборной: на каждом пункте питания он получал мешки со льдом, охлаждающие полотенца на шею и специальные повязки для охлаждения ладоней.
Жуан Виейра участвовал в 11-м чемпионате мира подряд и завоевал вторую медаль. В 43 года 220 дней он стал самым возрастным призёром в истории турнира. При этом самым возрастным участником в очередной раз стал не он, а 49-летний Хесус Анхель Гарсия. Испанец обновил собственный рекорд по количеству чемпионатов мира, в которых он принимал участие (их стало 13, начиная с 1993 года), и занял высокое 8-е место.
Для Эвана Данфи эта бронзовая медаль стала первым крупным успехом после четвёртого места на Олимпийских играх 2016 года.
| Место | Спортсмен              | Гражданство    | Результат | Примечания |
| ----- | ---------------------- | -------------- | --------- | ---------- |
| 1     | Юсукэ Судзуки          | Япония         | 4:04.20   |            |
| 2     | Жуан Виейра            | Португалия     | 4:04.59   |            |
| 3     | Эван Данфи             | Канада         | 4:05.02   |            |
| 4     | Ню Вэньбинь            | Китай          | 4:05.36   |            |
| 5     | Ло Ядун                | Китай          | 4:06.49   |            |
| 6     | Брендан Бойс           | Ирландия       | 4:07.46   |            |
| 7     | Карл Доман             | Германия       | 4:10.22   |            |
| 8     | Хесус Анхель Гарсия    | Испания        | 4:11.28   |            |
| 9     | Марьян Закальницкий    | Украина        | 4:12.28   | SB         |
| 10    | Нарчис Михэйлэ         | Румыния        | 4:13.56   |            |
| 11    | Квентин Рю             | Новая Зеландия | 4:15.54   |            |
| 12    | Ато Ибаньес            | Швеция         | 4:17.04   |            |
| 13    | Рафал Аугустин         | Польша         | 4:20.25   |            |
| 14    | Матьё Билодо           | Канада         | 4:21.13   |            |
| 15    | Артур Мастяница        | Литва          | 4:21.54   |            |
| 16    | Микеле Антонелли       | Италия         | 4:22.20   |            |
| 17    | Александрос Папамихаил | Греция         | 4:22.39   |            |
| 18    | Орасио Нава            | Мексика        | 4:24.16   |            |
| 19    | Марк Тур               | Испания        | 4:24.38   |            |
| 20    | Яркко Киннунен         | Финляндия      | 4:25.36   |            |
| 21    | Арнис Румбениекс       | Латвия         | 4:28.18   |            |
| 22    | Артур Бжозовский       | Польша         | 4:30.17   |            |
| 23    | Йонатан Хильберт       | Германия       | 4:30.43   |            |
| 24    | Марк Манделл           | ЮАР            | 4:41.39   |            |
| 25    | Валерий Литанюк        | Украина        | 4:42.18   |            |
| 26    | Бенце Веньерчан        | Венгрия        | 4:45.04   |            |
| 27    | Хаято Кацуки           | Япония         | 4:46.10   |            |
| 28    | Рафал Сикора           | Польша         | 4:50.08   | SB         |
| 29 !  | Натаниель Зайлер       | Германия       | DNF       |            |
| 29 !  | Клаудио Вильянуэва     | Эквадор        | DNF       |            |
| 29 !  | Мате Хелебрандт        | Венгрия        | DNF       |            |
| 29 !  | Ван Цинь               | Китай          | DNF       |            |
| 29 !  | Теодорико Капоразо     | Италия         | DNF       |            |
| 29 !  | Иван Банзерук          | Украина        | DNF       |            |
| 29 !  | Андрес Чочо            | Эквадор        | DNF       |            |
| 29 !  | Матей Тот              | Словакия       | DNF       |            |
| 29 !  | Исаак Пальма           | Мексика        | DNF       |            |
| 29 !  | Хосе Игнасио Диас      | Испания        | DNF       |            |
| 29 !  | Вели-Матти Партанен    | Финляндия      | DNF       |            |
| 29 !  | Йоанн Дини             | Франция        | DNF       |            |
| 29 !  | Томохиро Нода          | Япония         | DNF       |            |
| 29 !  | Дмитрий Дюбин          | Беларусь       | DNF       |            |
| 43 !  | Ховар Хёукенес         | Норвегия       | DQ        |            |
| 43 !  | Руслан Смолонский      | Латвия         | DQ        |            |
| 43 !  | Доминик Кинг           | Великобритания | DQ        |            |
| 43 !  | Кэмерон Корбишли       | Великобритания | DQ        |            |